# Ghetterello
Il Ghetterello è un fiume o gran torrente della provincia di Catanzaro in Calabria che ha origine nelle Preserre catanzaresi e sfocia nel mar Ionio insieme al torrente Alessi.

## Percorso

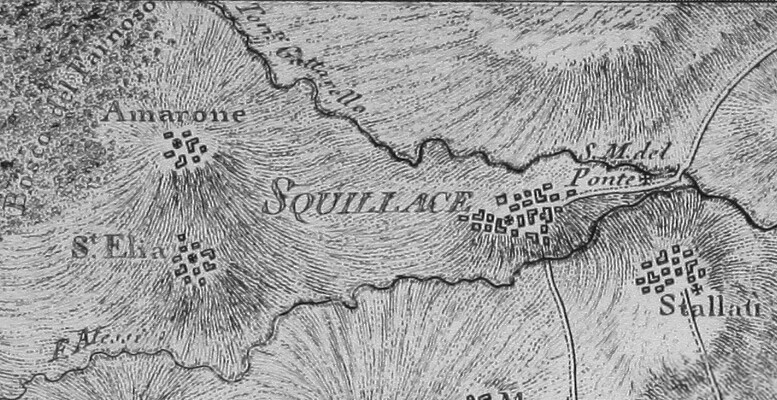
Percorso del Ghetterello nell'Atlante Geografico del Regno di Napoli (1788-1812)

La sua sorgente è nei pressi del monte Covello, sul suo versante orientale, da dove scende verso Girifalco attraversando a sud la valle detta Caria, prima del confine con il territorio comunale di Amaroni, da dove si dirige verso sud est, ricevendo le acque del torrente Ferrera e di altri torrenti minori, per poi unirsi al torrente Alessi nei pressi del santuario della Madonna del Ponte, presso Squillace, sfociando successivamente nello Ionio.

## Storia
La vallata del Ghetterello è stata abitata e frequentata in antichità remote (neolitico superiore) come dimostrano i tanti ritrovamenti nella sua parte alta, a ridosso di Girifalco nella valle Caria. Riscendendo la valle, prima che il torrente incontri l'Alessi, è situato il ponte sul Ghetterello, noto come Ponte del Diavolo, risalente al XIV secolo. Si trova ai piedi del versante settentrionale della rupe su cui è posta Squillace e permetteva l’attraversamento dell’omonimo fiume, in prossimità di una delle entrate al borgo, quella della ''Porta Giudaica'', così denominata per la presenza della Giudecca, il quartiere ebraico. Il ponte è costruito in pietra locale (granito non lavorato) e presenta un’arcata ogivale, a cosiddetta schiena d’asino ed era ben visibile dal castello di Squillace e ciò ne permetteva la difesa in caso di pericolo.
È possibile che l'etimologia del torrente si ricolleghi a tracce di presenza ebraica (a un ghetto), del resto, nei pressi del suo corso ai piedi di Girifalco sono state ritrovate delle tombe ebraiche del VII secolo circa, testimonianza di un possibile insediamento ebraico a Girifalco e ai piedi di Squillace il torrente passa vicino all'antico quartiere ebraico, la Giudecca presente dal XIII secolo, accessibile dalla cosiddetta ''Porta Giudaica''.